# 909
Năm 909 là một năm trong lịch Julius.